# Arthur Rimbaud, l'homme aux semelles de vent
Pour l’article ayant un titre homophone, voir L'Homme aux semelles devant.
Pour plus de détails, voir Fiche technique et Distribution.
Arthur Rimbaud, l'homme aux semelles de vent est un téléfilm franco-canadien réalisé par Marc Rivière et diffusé en deux parties en 1995. Il retrace la fin de la vie du poète Arthur Rimbaud, surnommé « l'homme aux semelles de vent » par Paul Verlaine, parti en Afrique et au Moyen-Orient après son abandon de l'écriture.

## Synopsis
Après avoir abandonné sa plume de poète, de 1880 jusqu’à sa mort en 1891, Arthur Rimbaud va se consumer sous les soleils d’Arabie et d’Afrique, entre Yémen et Abyssinie, exerçant différentes activités dont certaines très exotiques : boutiquier, négociant en café et peaux, explorateur, trafiquant d’armes. Comme s’il avait eu une prescience, il va vivre ses visions poétiques de 1873 : « J’aimai le désert, les vergers brûlés, les boutiques fanées, les boissons tiédies. Je me traînais dans les ruelles puantes et, les yeux fermés, je m’offrais au soleil, dieu de feu ».

## Fiche technique
- Titre : Arthur Rimbaud, l'homme aux semelles de vent
- Réalisation :	Marc Rivière
- Scénario : Jean-Louis Benoît, Michel Favart
- Dialogues : Jean-Louis Benoît
- Décors : Jacques Dugied
- Costumes : Édith Vespirini
- Photographie : Thomas Vámos
- Montage : Robert Coursez
- Musique : Gabriel Yared
- Direction musicale : Léos Svarovsky
- Direction de la fiction : Didier Decoin
- Producteur : Jean Nainchrik
- Sociétés de production : Septembre Productions (France), France 2, SFP Productions (France), Cité-Amérique (Canada)
- Pays d’origine :  Canada,  France
- Langue originale : français
- Format : couleur — 35 mm — 16/9 — son mono Dolby Digital
- Genre : biographie, drame
- Durée totale : 155 minutes (diffusion en 2 parties)
- Date de diffusion : 27 novembre 1995 sur France 2

## Distribution
- Laurent Malet : Arthur Rimbaud
- Jacques Bonnaffé : Alfred Bardey
- Thierry Frémont : Pierre Labatut
- Samuel Labarthe : Lucereau
- Florence Pernel : Jeanne Bardey
- Emmanuelle Riva : Vitalie Rimbaud, la mère de Rimbaud
- Xavier Thiam : Djami
- Jean-Paul Farré : le père Biagi
- Franck de la Personne : Paul Verlaine
- Yan Epstein : Scopas
- Cheik Doukouré : le roi Ménélik
- Geoffroy Thiebaut : le colonel Dubar

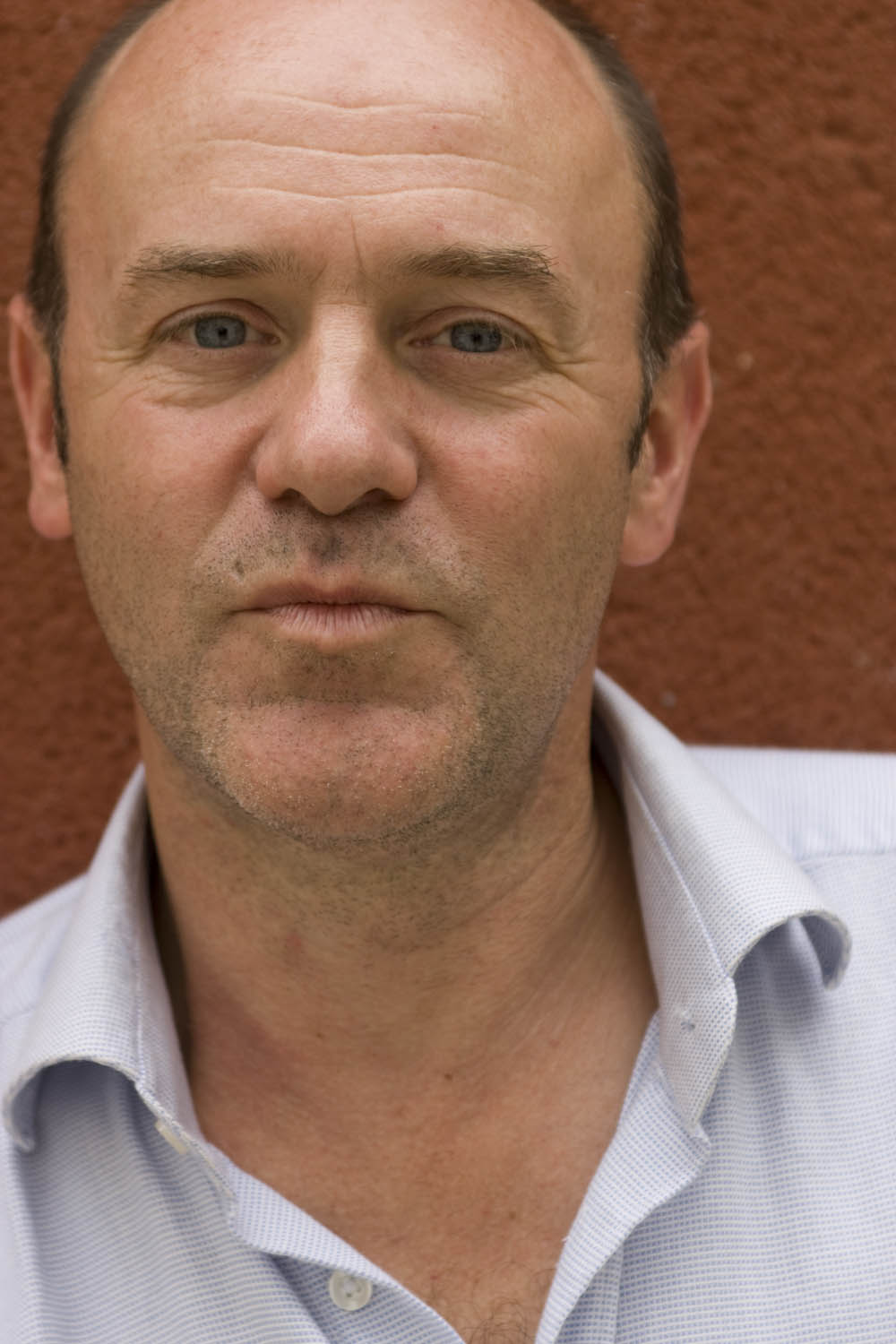
Jacques Bonnaffé en 2008.
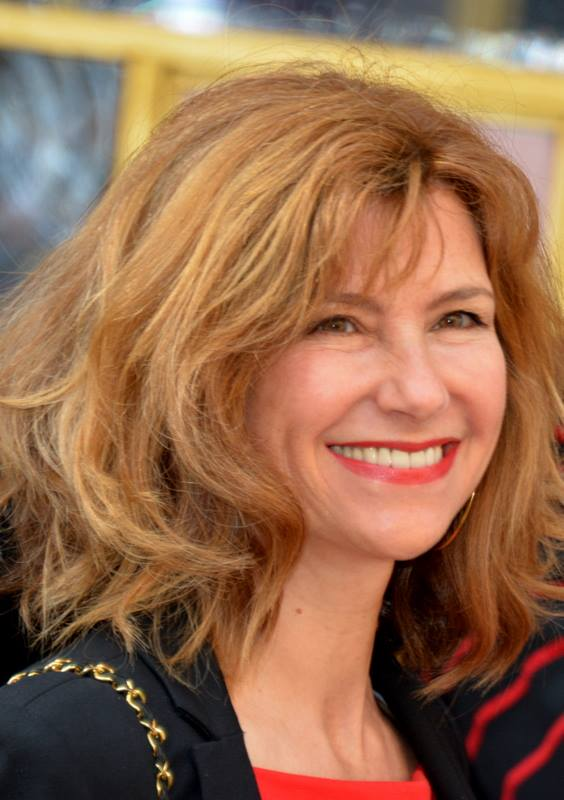
Florence Pernel en 2014.
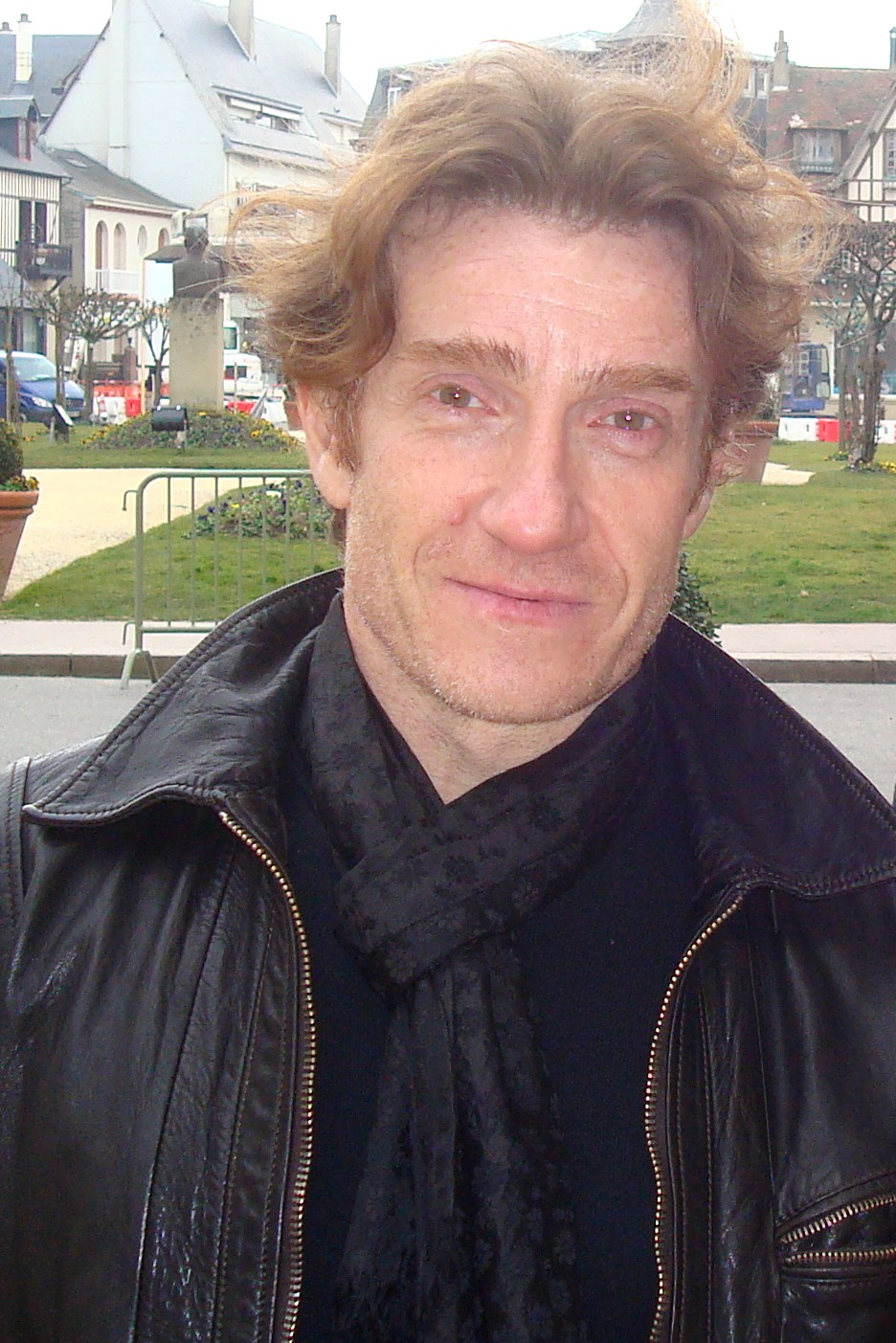
Thierry Frémont en 2010.
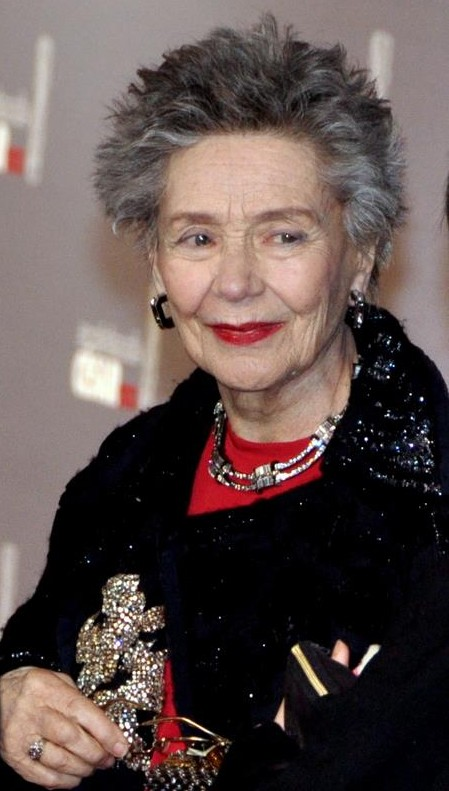
Emmanuelle Riva en 2013.
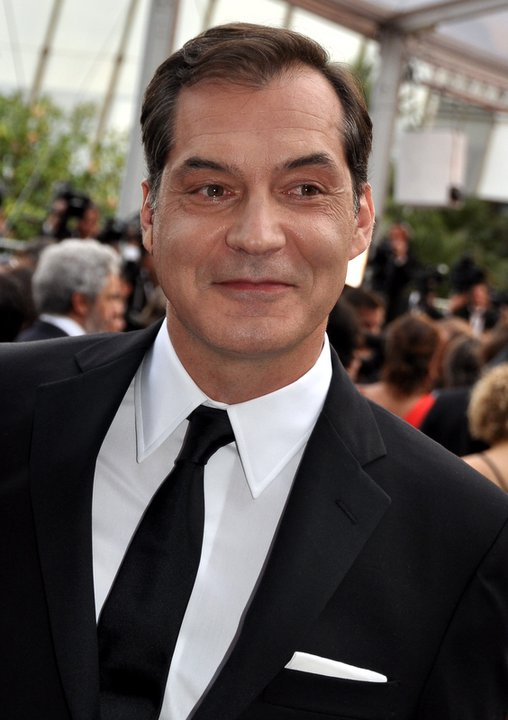
Samuel Labarthe en 2011.

## Tournage
- Année de prises de vue : 1994.
- Extérieurs[2] :
  - France : abbaye Saint-Jean-Baptiste du Moncel à Pontpoint (Oise).
  - Maroc : Casablanca, El Jadida, Essaouira, Marrakech, Moulay Bousselham, Ouarzazate.

## Distinctions
- 7 d'or 1996 : nomination catégorie « Meilleur téléfilm / Meilleur film de TV »[3].
- FIPA d'or (rebaptisé « FIPADOC »)[4] 1996 : sélection officielle[3].

## Accueil
Le Monde : « En 1875, Rimbaud, impatient de fuir la tristesse des Ardennes et curieux de richesses lointaines, commence ses grands voyages : Allemagne, Italie, Autriche, Hollande, engagement dans l'armée des Indes néerlandaises, désertion à Java... En 1878, il part pour Alexandrie puis Chypre et rejoint la mer Rouge, où il devient chef de magasin à Aden avant d'être l'adjoint d'un agent commercial à Harar. Pendant plus de dix ans, Rimbaud consacre sa vie à la découverte et l'aventure africaine. Voyageur solitaire, assoiffé d'errance mais aussi d'argent, négociant de peaux, de cotonnades et d'armes, il foule le sable du désert, la poussière d'Aden, les chemins d'Abyssinie, et attrape les fièvres de ces contrées. L'Abyssinie, une terre qui offre à Rimbaud l'image vivante et fulgurante de ce qu'il avait pressenti dans ses écrits.
C'est à cette période que s'attache le téléfilm de Marc Rivière, L'Homme aux semelles de vent. À ce Rimbaud mal embouché et coléreux, qui parle l'arabe et reste obstinément muet sur son passé. À ce Rimbaud qui écrit dans une lettre adressée aux siens, en septembre 1884 : « Autant à Aden qu'ailleurs où je suis inconnu, où l'on m'a oublié complètement et où j'aurai à recommencer ». Et qui, en même temps, ne songe qu'à une chose : réunir la somme nécessaire pour rentrer en France, se marier et s'établir.
Pour reconstituer ce personnage, les scénaristes, Jean-Louis Benoît et Michel Favart, ont lu la correspondance du poète et se sont inspirés de témoignages de ses contemporains et de Barr-Adjam, le livre de souvenirs d'Alfred Bardey, ce marchand établi à Aden qui engage Rimbaud dès son arrivée. « J'ai voulu que transparaissent dans le négociant la force sauvage et brutale de l'adolescent poète, son dégoût de la réalité rugueuse, ses envies d'aller toujours plus loin, ses replis sur soi », précise Jean-Louis Benoît. »

## Thème et contexte
On reconnaît en Laurent Malet, visage émacié et brûlant d’un feu intérieur, le Rimbaud africain tel qu’il se révèle au fil de son abondante correspondance avec les siens.    

## Vidéo
Arthur Rimbaud : l'homme aux semelles de vent de Marc  Rivière, LCJ Éditions et Productions, 2008, DVD, 155 min  (EAN 3550460027989) [présentation en ligne]